# Ağasəlim Atakişiyev
Ağasəlim İbrahim oğlu Atakişiyev (ros. Ага Салим Ибрагим оглы Атакишиев, ur. 1903 w Baku, zm. prawdopodobnie w 1970 tamże) – minister spraw wewnętrznych Azerbejdżańskiej SRR (1950–1953), generał major.

## Życiorys
Z pochodzenia Azer, do 1920 skończył 4 klasy szkoły realnej w Baku, od maja 1924 pracownik organów bezpieczeństwa w Baku, od września 1926 do grudnia 1929 funkcjonariusz GPU Azerbejdżańskiej SRR, następnie GPU Gruzińskiej SRR. Od sierpnia 1931 członek WKP(b), od lipca 1933 do lipca 1934 szef oddziału Wydziału Tajno-Politycznego GPU Azerbejdżańskiej SRR, od lipca 1934 do 7 lipca 1937 szef Oddziału 2 Wydziału Tajno-Politycznego Zarządu Bezpieczeństwa Państwowego (UGB) NKWD Azerbejdżańskiej SRR, od 13 stycznia 1936 starszy porucznik bezpieczeństwa państwowego. Od 7 lipca 1937 do 4 czerwca 1939 zastępca szefa Wydziału Tajno-Politycznego UGB NKWD Azerbejdżańskiej SRR, 25 marca 1939 awansowany na kapitana bezpieczeństwa państwowego, od 4 czerwca do 25 listopada 1939 p.o. zastępcy szefa, następnie zastępca szefa Zarządu Milicji Robotniczo-Chłopskiej (URKM) NKWD Azerbejdżańskiej SRR, od 29 marca 1940 do 22 marca 1941 szef Miejskiego Oddziału NKWD w Kirowabadzie (obecnie Gandża). Od 22 marca do 7 sierpnia 1941 szef URKM i I zastępca ludowego komisarza spraw wewnętrznych Azerbejdżańskiej SRR, od 7 sierpnia do 1 października 1941 zastępca ludowego komisarza spraw wewnętrznych Azerbejdżańskiej SRR ds. milicji, następnie w rezerwie Wydziału Kadr Zarządu 1 NKWD ZSRR, od 9 maja 1942 do 4 czerwca 1943 szef Wydziału Specjalnego NKWD Bakijskiej Armii Obrony Powietrznej, 27 maja 1942 awansowany na majora bezpieczeństwa państwowego, a 14 lutego 1943 pułkownika bezpieczeństwa państwowego. Od 4 czerwca 1943 do 6 czerwca 1950 zastępca ludowego komisarza/ministra bezpieczeństwa państwowego Azerbejdżańskiej SRR, 24 maja 1944 mianowany komisarzem bezpieczeństwa państwowego, a 9 lipca 1945 generałem majorem. Od 25 maja 1950 do 16 marca 1953 minister spraw wewnętrznych Azerbejdżańskiej SRR, od 23 marca 1953 do 1954 zastępca ministra spraw wewnętrznych Azerbejdżańskiej SRR, 24 czerwca 1954 zwolniony ze służby „z powodu dyskredytacji”. Deputowany do Rady Najwyższej ZSRR 2 i 3 kadencji.
3 stycznia 1955 pozbawiony stopnia generalskiego „za zdyskredytowanie siebie podczas pracy w organach bezpieczeństwa państwowego”. 26 listopada 1955 aresztowany, 26 kwietnia 1956 skazany na procesie w sprawie Bağırova na 25 lat pozbawienia wolności. 19 października 1970 zwolniony z więzienia.

## Odznaczenia
- Order Lenina (30 kwietnia 1946)
- Order Czerwonego Sztandaru (dwukrotnie - 3 listopada 1944 i 20 marca 1952)
- Order Wojny Ojczyźnianej I klasy (dwukrotnie - 22 kwietnia 1943 i 24 sierpnia 1949)
- Order Znak Honoru (25 lutego 1946)
- Order Czerwonego Sztandaru Pracy Azerbejdżańskiej SRR
- Odznaka „Honorowy Funkcjonariusz Czeki/GPU (XV)” (12 stycznia 1936)
- Odznaka „Zasłużony Funkcjonariusz NKWD” (19 grudnia 1942)

I 4 medale.